# Edith Forne
Edith Forne (siglo XI - fallecida c. 1173) fue una noble inglesa que fue la concubina del rey Enrique I de Inglaterra y la fundadora de la abadía de Osney, cerca de Oxford.
Fue la hija de Forn Sigulfson, señor de Greystoke (Cumberland).
Edith tuvo tres hijos con el rey Enrique:
1. Robert FitzEdith (1093-1172), que se casó con Maud d'Avranches. Tuvieron una hija, Maud, que contrajo matrimonio con Renaud, sire de Courtenay (hijo de Miles, sire de Courtenay, y de Ermengarde de Nevers).
2. William de Tracy (1097-1140).
3. Adeliza FitzEdith, que aparece en varias cédulas con su hermano Robert.

En 1120, Enrique mandó que Edith se casara con Robert D'Oyly el Joven, el segundo hijo de Nigel d'Oyly. A modo de dote, se le concedió el señorío de Cleydon, Buckinghamshire. Robert y Edith tuvieron dos hijos al menos: Henry, enterrado en Osney en 1163, y Gilbert.
En 1129, Edith convenció a su marido para que se construyera la iglesia de St. Mary en la isla de Osney, cerca del castillo de Oxford,  para uso de los canónigos agustinos: esta iglesia se convertiría en la abadía de Osney. Le dijo que había soñado con el canturreo de unas urracas, lo que un capellán interpretó como almas del purgatorio que necesitaban que se fundara una iglesia para expiar sus pecados.
Edith fue enterrada en la abadía de Osney, vestida con el hábito religioso, según describió John Leland al ver su tumba tal y como estaba en la víspera de la disolución: «Ther lyeth an image of Edith, of stone, in th' abbite of a vowess, holding a hart in her right hand, on the north side of the high altaire». Cerca de la tumba se pintó el legendario sueño de las urracas.